# Dasychira stegmanni
Dasychira stegmanni är en fjärilsart som beskrevs av Karl Grünberg 1910. Dasychira stegmanni ingår i släktet Dasychira och familjen tofsspinnare. Inga underarter finns listade i Catalogue of Life.